# Pauline Parigot
Pour les articles homonymes, voir Parigot (homonymie).
Pauline Parigot, née le 22 mars 1992 à Rennes (Ille-et-Vilaine)   est une actrice française.
Elle entre à l'École régionale d'acteurs de Cannes et Marseille (ERACM) en 2013.

## Biographie
Pauline Parigot est la petite-fille du comédien Guy Parigot.

## Filmographie

### Cinéma
- 2013 : Les Lendemains de Bénédicte Pagnot : Audrey
- 2013 : Baby Balloon de Stefan Liberski : Anita
- 2014 : Paris Love Conspiracy (court-métrage) de Vincent Dale : Marie
- 2014 : Les Anges ne rêvent pas (moyen-métrage) de Germain Le Carpentier : Pauline
- 2017 : Sage Femme de Martin Provost : Lucie
- 2021 : Frères d'arme de Sylvain Labrosse : Gabrielle Plassart

### Télévision
- 2010 : 1788... et demi (série télévisée), épisode Du bonheur nuptial et de ses révélations inattendues : Amarante
- 2014 : Dassault, l'homme au pardessus (téléfilm) d'Olivier Guignard : la femme de chambre de Dassault
- 2015 : Les Revenants (série télévisée) de Fabrice Gobert, saison 2 : Ophélie
- 2018 : Les Michetonneuses (téléfilm) d'Olivier Doran : Maya
- 2022 & 2023 : HPI (série télévisée), saison 2, épisode 2 Chelou/Pas Chelou et saison 3, épisode 2 18 carats, réalisés par Mona Achache : Laëtitia Robin / Yaëlle
- 2022 : Sentinelles (série télévisée) : Anaïs Collet
- 2023 : Sambre (mini-série télévisée) de Jean-Xavier de Lestrade : juge d'instruction Irène Dereux
- 2026 : Laura d'Akim Isker : Camille

## Théâtre
- 2016 : Juste la fin du monde de Jean-Luc Lagarce, mise en scène Julie Duclos, École Régionale d'Acteurs de Cannes et Marseille
- 2016 : Disgrâce d'après John Maxwell Coetzee, mise en scène Jean-Pierre Baro
- 2017 : La Fille de Mars d'après Heinrich von Kleist, mise en scène Jean-François Matignon, Festival d'Avignon
- 2018 : Le Dernier métro d'après Jean-Claude Grumberg, François Truffaut, Suzanne Schiffman, mise en scène Dorian Rossel
- 2019 : Mephisto Rhapsodie de Samuel Gallet, mise en scène Jean-Pierre Baro

## Distinctions
- 2014 : présélection pour le César de la meilleure révélation féminine pour Les Lendemains
- 2022 : présélection pour le César de la meilleure révélation féminine pour Frères d'arme